# 福寿院 (台東区)
福寿院（ふくじゅいん）は、東京都台東区にある曹洞宗の寺院。

## 歴史
1656年（明暦2年）、粛州嶺巌大和尚によって開山されたといわれているが、実際はもっと古く、1573年（天正元年）に創建されたという。
当寺第37世住職孤峰智璨は、後に總持寺独住18世貫首となっている。
墓地には、儒学者の安藤東野の墓がある。また孤峰智璨の母の墓もある。

## 文化財
- 安藤東野墓（東京都指定旧跡 昭和30年3月28日指定）[3]
- 木造観音菩薩立像（台東区有形文化財 平成10年度登載）[4]

## 交通アクセス
- JR東日本南千住駅より徒歩約21分（経路案内）。
- 日比谷線三ノ輪駅より徒歩25分（経路案内）。